# متیو رز
متیو رز (انگلیسی: Matthew Rose؛ زادهٔ ۲۴ سپتامبر ۱۹۷۵) بازیکن فوتبال اهل بریتانیا است.
از باشگاه‌هایی که در آن بازی کرده‌است می‌توان به باشگاه فوتبال کویینز پارک رنجرز، باشگاه فوتبال یئوویل تاون، و باشگاه فوتبال آرسنال اشاره کرد.